# 보광고등학교
보광고등학교(普光高等學校)는 대한민국 경상남도 양산시 하북면 순지리에 위치한 사립 고등학교이다.

## 학교 연혁
- 1975년 2월 27일 : 학교법인 영산 학원 설립
- 1975년 2월 27일 : 초대 신달수 이사장 취임
- 1975년 11월 14일 : 보광고등학교 설립인가
- 1976년 3월 5일 : 보광고등학교 개교(9학급)
- 1976년 3월 5일 : 초대 최치봉 교장 취임
- 2019년 4월 22일 : 제5대 정양혜 이사장 취임
- 2021년 3월 1일 : 제12대 곽경웅 교장 취임
- 2023년 2월 9일 : 제45회 졸업증서 수여식(109명, 졸업생 총계 10,962명)
- 2023년 3월 2일 : 2023학년도 입학식(115명)

## 참고 자료
- 보광고등학교 - 한국교육학술정보원 학교알리미